# Mammillaria miegiana
Mammillaria miegiana ist eine Pflanzenart aus der Gattung Mammillaria in der Familie der Kakteengewächse (Cactaceae). Das Artepitheton miegiana ehrt den US-amerikanischen Kakteensammler Charles E. Mieg aus Scottsdale.

## Beschreibung
Mammillaria miegiana wächst einzeln, weiß erscheinend. Die kugeligen bis kurz zylindrischen Triebe werden bis zu 16 Zentimeter hoch und erreichen einen Durchmesser von 10 Zentimeter. Die Warzen sind vierkantig geformt. Die Axillen sind zuerst wollig und später nackt. Die 2 Mitteldornen sind aufwärts und abwärts gerichtet. Sie sind braun und 7 bis 8 Millimeter lang. Die 10 bis 11 Randdornen sind gräulich weiß, gerade oder auch leicht gebogen. Sie sind 8 bis 9 Millimeter lang.
Die rötlich rosa farbenen Blüten haben einen scharlachroten Mittelstreifen. Sie sind bis zu 2 Zentimeter lang und haben einen Durchmesser von bis zu 2,5 Zentimeter. Die keuligen Früchte sind kirschrot gefärbt und bis zu 2,5 Zentimeter lang. Sie enthalten rötlich braune Samen.

## Verbreitung  und Systematik
Mammillaria miegiana ist im mexikanischen Bundesstaat Sonora verbreitet.
Die Erstbeschreibung erfolgte 1972 durch W. Hubert Earle (1906–1984).

## Nachweise